# Космос-651
Космос-651 је један од преко 2400 совјетских вјештачких сателита лансираних у оквиру програма Космос.
Космос-651 је лансиран са космодрома Тјуратам, Бајконур, СССР, 15. маја 1974. Ракета-носач је поставила сателит у орбиту око планете Земље. 